# Нова-Тренту
Нова-Тренту (порт. Nova Trento)  —  муниципалитет в Бразилии, входит в штат Санта-Катарина. Составная часть мезорегиона Гранди-Флорианополис. Входит в экономико-статистический  микрорегион Тижукас. Население составляет 10 392 человека на 2006 год. Занимает площадь 402,118 км². Плотность населения — 25,8 чел./км².

## История
Город основан 8 августа 1892 года.

## Статистика
- Валовой внутренний продукт на 2003 составляет 93.680.903,00 реалов (данные: Бразильский институт географии и статистики).
- Валовой внутренний продукт на душу населения на 2003 составляет 9.235,11 реалов (данные: Бразильский институт географии и статистики).
- Индекс развития человеческого потенциала на 2000 составляет 0,815 (данные: Программа развития ООН).

## География

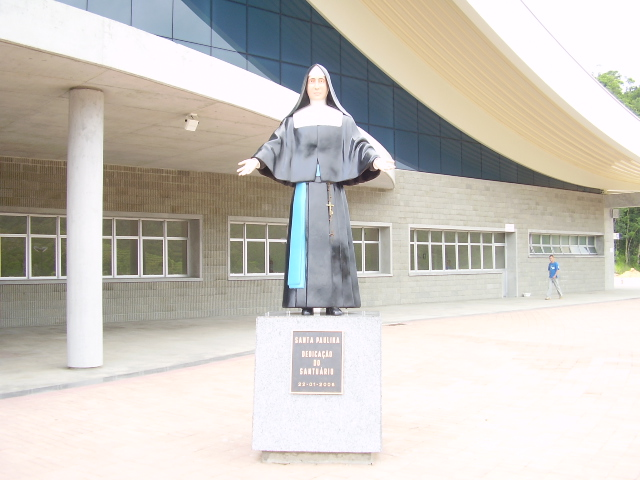
Храм

Климат местности: умеренный.